# Moloceansk
Moloceansk (în ucraineană Молочанськ, în germană Halbstadt) este un oraș raional din raionul Tokmak, regiunea Zaporijjea, Ucraina. În afara localității principale, nu cuprinde și alte sate. Orașul a fost locuit de germanii pontici.   

## Demografie
Componența lingvistică a orașului Moloceansk
     Ucraineană (57,38%)
     Rusă (42,28%)
     Alte limbi (0,2%)
Conform recensământului din 2001, majoritatea populației orașului Moloceansk era vorbitoare de ucraineană (57,38%), existând în minoritate și vorbitori de rusă (42,28%).